# Hvedholm
Hvedholm gods og slot ligger ca. 2 km vest for Faaborg i Horne Sogn, Sallinge Herred, Faaborg Kommune.
Gården nævnes første gang i 1231 i Kong Valdemars Jordebog som kongsgården Horn. År 1430 mageskiftede Laurens Panter gården med kongen, der fik Langeland i bytte, hvorved øen blev del af kongeriget. I 500 år forblev gården på samme slægts hænder og var frem til 1928 hovedsæde for lensgrevskabet Brahesminde. Ud over Hvedholm bestod lensgrevskabet af Egeskov Slot, Steensgård, Damsbo og Østrupgård.
Hovedbygningen blev opført i 1588, genopført i 1681 efter en brand og ombygget år1878-1882 ved arkitekt Johan Schrøder. Bygningsanlægget er fredet.
I 1928 blev hovedbygning og avlsgård adskilt.
i 1996 åbnede slottet som hotel med restaurant, mødelokaler og vinkælder. Der findes butik med vin og brugskunst i det gamle fadebug og et blomsterværksted. Ferieboliger ligger i parken, der er på ti hektar. Slottet bruges til film location som af instruktørerne Thomas Vinterberg og Hella Joof samt TV2-serierne Forræder og Dejlige slotshoteller. Slottet er en del af kæden Danske Slotshoteller.
Hvedholm Gods (avlsgården) er på 240 hektar.

## Ejere af Hvedholm
- (1425-1432) Laurens Jensen Panter
- (1432-1475) Mette Pedersdatter Present gift (1) Panter (2) Hardenberg
- (1475-1490) Eiler Hardenberg
- (1490-1520) Joachim Eilersen Hardenberg
- (1520) Mette Tinhuus gift Hardenberg
- (1520-1530) Erik Joachimsen Hardenberg
- (1530-1542) Jacob Eriksen Hardenberg
- (1542-1557) Sophie Lykke gift Hardenberg
- (1557) Edel Hardenberg gift Bille
- (1557-1561) Frants Bille
- (1561-1581) Edel Hardenberg gift Bille
- (1581-1590) Erik Frantsen Bille
- (1590-1608) Ingeborg Bille gift Brahe
- (1608-1611) Tønne Brahe
- (1611) Steen Brahe
- (1611-1670) Jørgen Steensen Brahe
- (1670-1677) Anne Gyldenstierne gift Brahe
- (1677-1685) Preben Jørgensen Brahe
- (1685-1735) Karen Prebensdatter Brahe / Birgitte Prebensdatter Brahe
- (1735-1736) Karen Prebensdatter Brahe
- (1736-1738) Susanne Henriksdatter Brahe gift Hein
- (1738-1751) Frederik Jensen Heden Hein
- (1751-1760) Susanne Henriksdatter Brahe gift Hein
- (1760-1786) Preben Brahe
- (1786-1787) Axel Frederik Bille-Brahe
- (1787-1789) Henrik Bille-Brahe
- (1789-1857) Preben Bille-Brahe
- (1857-1875) Henrik Bille-Brahe
- (1875-1918) Preben Charles Bille-Brahe-Selby
- (1918-1928) Henrik Bille-Brahe-Selby

Hovedbygningen
- (1928-1996) Den Danske Stat (hovedbygningen + parken) som bl.a. omhandlede Hvedholm Sindsygehospital
- (1996-) Gorm Lokdam / Ann Vibeke Lokdam (hovedbygningen + parken)

Avlsgården
- (1928-1937) Henrik Bille-Brahe-Selby (avlsgården + godset)
- (1937-1954) E.M. Clausen (avlsgården)
- (1954-1959) Aage Larsen (avlsgården)
- (1959-1975) Christian K. Koch (avlsgården)
- (1975-1996) Flemming Jørgen Koch (avlsgården)
- (1996-2006) Flemming Jørgen Koch / Claus Koch (avlsgården)
- (2006-) Claus Koch (avlsgården)